# 昆西鎮區 (明尼蘇達州奧姆斯特德縣)
昆西鎮區（英語：Quincy Township）是位於美國明尼蘇達州奧姆斯特德縣的一個行政鎮區，於1858年設立。

## 地方資料
昆西鎮區的面積為92.43平方千米，皆為陸地。根據2020年美國人口普查的數據，當地共有人口327人，而人口密度為每平方千米3.54人。